# Рихтер, Майк
Майк Ри́хтер (англ. Mike Richter; 22 сентября 1966, Абингтон, США) — американский хоккейный тренер, в прошлом хоккеист, вратарь. Обладатель Кубка мира 1996 года (был признан лучшим игроком турнира), финалист Кубка Канады 1991 года; трёхкратный участник Олимпийских игр, серебряный призёр Олимпиады 2002 года в Солт-Лейк-Сити; участник трёх чемпионатов мира, а также двух молодёжных чемпионатов мира, бронзовый призёр МЧМ-86; обладатель Кубка Стэнли 1994 года. С 2008 года в Зале хоккея славы США. Всю карьеру в НХЛ провёл в клубе «Нью-Йорк Рейнджерс». 4 февраля 2004 года «Рейнджерс» вывели из обращения номер 35, под которым выступал Рихтер. Имя Рихтера носит приз лучшему вратарю мужского хоккейного турнира NCAA, впервые вручённый в 2014 году.

## Игровая карьера
Майк Рихтер был выбран на драфте 1985 года клубом «Нью-Йорк Рейнджерс». На студенческом уровне выступал в 1985—1987 годах за «Висконсин Бэджерс» (команду Висконсинского университета в Мадисоне); затем два сезона провёл в команде ИХЛ из Денвера. За «Рейнджерс» он дебютировал в плей-офф 1989 года. В 1994 году Майк Рихтер выиграл вместе с «Рейнджерс» Кубок Стэнли. На драфте расширения 1998 года «Нэшвилл Предаторз» выбрали Рихтера под общим третьим номером. Рихтер не смог договориться с «Нэшвиллом» о новом контракте и в качестве свободного агента летом 1998 года подписал четырёхлетний контракт с «Рейнджерс» на сумму 21,8 млн долларов. 30 июня 2002 года «Рейнджерс» обменяли Рихтера в «Эдмонтон Ойлерз» на выбор в четвёртом раунде драфта 2003 года («рейнджеры» выбрали защитника Кори Поттера). «Эдмонтон» не стал подписывать контракт с Майком Рихтером, и 5 июля 2002 года в качестве свободного агента Рихтер вернулся в «Нью-Йорк Рейнджерс» и подписал с клубом двухлетний контракт.
Рихтер трижды участвовал в матче всех звёзд НХЛ (1992, 1994, 2000), в 1994 году был признан лучшим игроком матча звёзд.
4 сентября 2003 года Майк Рихтер объявил о завершении карьеры игрока. 4 февраля 2004 года перед матчем «Нью-Йорк Рейнджерс» и «Миннесоты Уайлд» баннер с игровым номером Рихтера был поднят под сводами Мэдисон-Сквер-Гарден, а сам номер 35 выведен из обращения в «Рейнджерс».
В октябре 2008 года Рихтер вместе с многолетним партнёром по «Нью-Йорк Рейнджерс» Брайаном Личем и форвардом Бреттом Халлом были включены в Зал хоккейной славы США. В октябре 2009 года Майк Рихтер был награждён призом Лестер Патрик Трофи.
В середине 2000-х работал помощником Тима Тэйлора и Кита Аллена в команде Йельского университета.